# Alphonse Bertillon

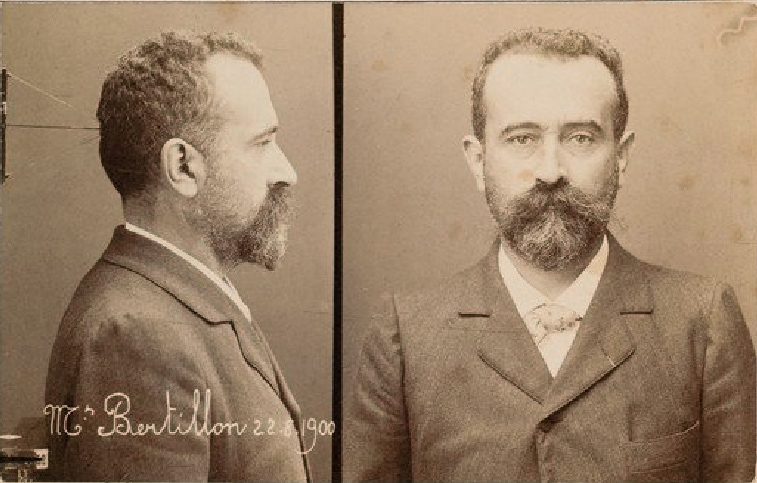
Selbstporträt von Alphonse Bertillon (1900)

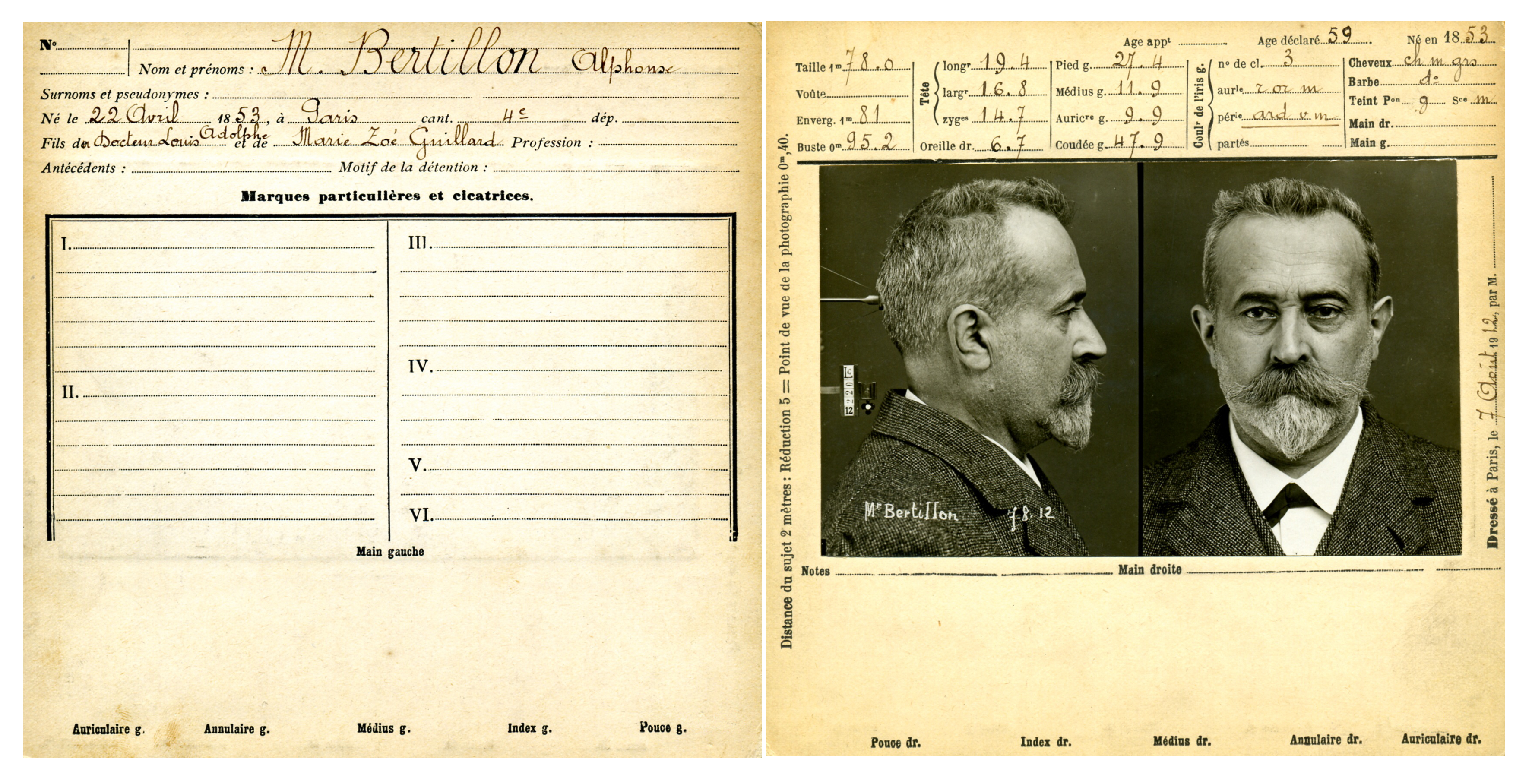
Selbstporträt von Alphonse Bertillon (1912)

Alphonse Bertillon (* 22. April 1853 in Paris; † 13. Februar 1914 ebenda) war ein französischer Kriminalist und Anthropologe. Das von ihm entwickelte anthropometrische System zur Personenidentifizierung wurde zu seinen Ehren später Bertillonage genannt.

## Leben und Wirken
Alphonse Bertillon wurde am 22. April 1853 als zweiter Sohn des damals bekannten Arztes, Statistikers und Vizepräsidenten der Anthropologischen Gesellschaft von Paris, Louis-Adolphe Bertillon, in Paris geboren. Sein Bruder Jacques Bertillon war Statistiker und Demograph. Ihr Großvater war der Naturforscher und Mathematiker Achille Guillard.
Seine Jugend verbrachte Bertillon in Paris. Die Schule musste er aufgrund mangelnder Leistungen und seines Verhaltens vorzeitig abbrechen. Bertillon galt als Choleriker und Pedant. Darüber hinaus war er oft krank und litt unter starker Migräne. Durch diese Umstände wurde er früh zum Einzelgänger und war zeit seines Lebens kontaktarm und verschlossen.
Dank der Fürsprache seines weithin angesehenen Vaters wurde er im März 1879 als Hilfsschreiber bei der Pariser Polizei-Präfektur angestellt. In dieser Funktion musste er hauptsächlich Beschreibungen straffällig gewordener Verbrecher auf Karteikarten übertragen. Der Nutzen dieser Karteikarten war in vielerlei Hinsicht zweifelhaft. Bertillon erinnerte sich der Arbeiten seines Vaters und stieß dabei auf die anthropologischen Untersuchungen Adolphe Quetelets. Dieser war im Laufe seiner Untersuchungen zu der Schlussfolgerung gelangt, dass es keine zwei Menschen mit den gleichen Körpermaßen gebe.
Auf Basis dieser Erkenntnis entwickelte Bertillon in den Jahren 1879 bis 1880 das erste geschlossene System zur Personenidentifizierung und leistete damit einen entscheidenden Beitrag zur wissenschaftlichen Kriminalistik.
Seine ersten Versuche führte Bertillon an den eingelieferten Untersuchungshäftlingen der Pariser Polizei durch. Die Messergebnisse hielt er auf Karteikarten fest. Diese Arbeit brachte ihm mehr als einmal den Spott seiner Kollegen in der Präfektur ein. Auch der damalige Polizeipräfekt von Paris legte Bertillons Bericht zunächst zu den Akten und drohte ihm anschließend sogar mit einer fristlosen Kündigung, falls er ihn noch einmal mit seinen Ideen belästigen sollte. Bertillons Vater war zunächst nicht minder entrüstet, erkannte dann jedoch das Potential der Arbeit seines Sohnes. Mit seiner Unterstützung und nach einem Wechsel an der Spitze der Präfektur durfte Bertillon seine Arbeiten fortsetzen.
Bertillon hatte festgestellt, dass die Identifizierung mit steigender Zahl der Körpermaße genauer wurde. Bei der Abnahme von 11 Körpermaßen betrug das Risiko einer Verwechslung 4.191.304 zu 1. Er hielt dies für ausreichend und schlug daher die Verwendung folgender 11 Körpermaße vor: Körperlänge, Armspannweite, Sitzhöhe, Kopflänge, Kopfbreite, Länge des rechten Ohres, Breite des rechten Ohres (später Jochbeinbreite), Länge des linken Fußes, Länge des linken Mittel- und Kleinfingers und Länge des linken Unterarmes.
Der erste größere Versuch begann im November 1882. Bertillon bekam die Erlaubnis, sein Verfahren für 3 Monate zu testen. Er erhielt zu diesem Zweck einen eigenen Raum und zwei Mitarbeiter zugeteilt. Im Februar 1883 hatte er bereits 1.800 Karteikarten erstellt. Diese waren nicht alphabetisch, sondern nach den entsprechenden Körpermaßen unterteilt. Der Testlauf endete im Februar 1883. Kurz zuvor gelang ihm, was seine Kritiker für unmöglich hielten: die Identifizierung eines rückfälligen Straftäters auf Basis seiner Körpermaße. Die Probefrist wurde daraufhin verlängert und Bertillon bekam weiteres Personal zugeteilt. Bis zum Ende des Jahres 1882 konnte er 49 Identifizierungen nachweisen. Am 1. Februar 1888 wurde Bertillon zum Leiter des polizeilichen Erkennungsdienstes befördert.

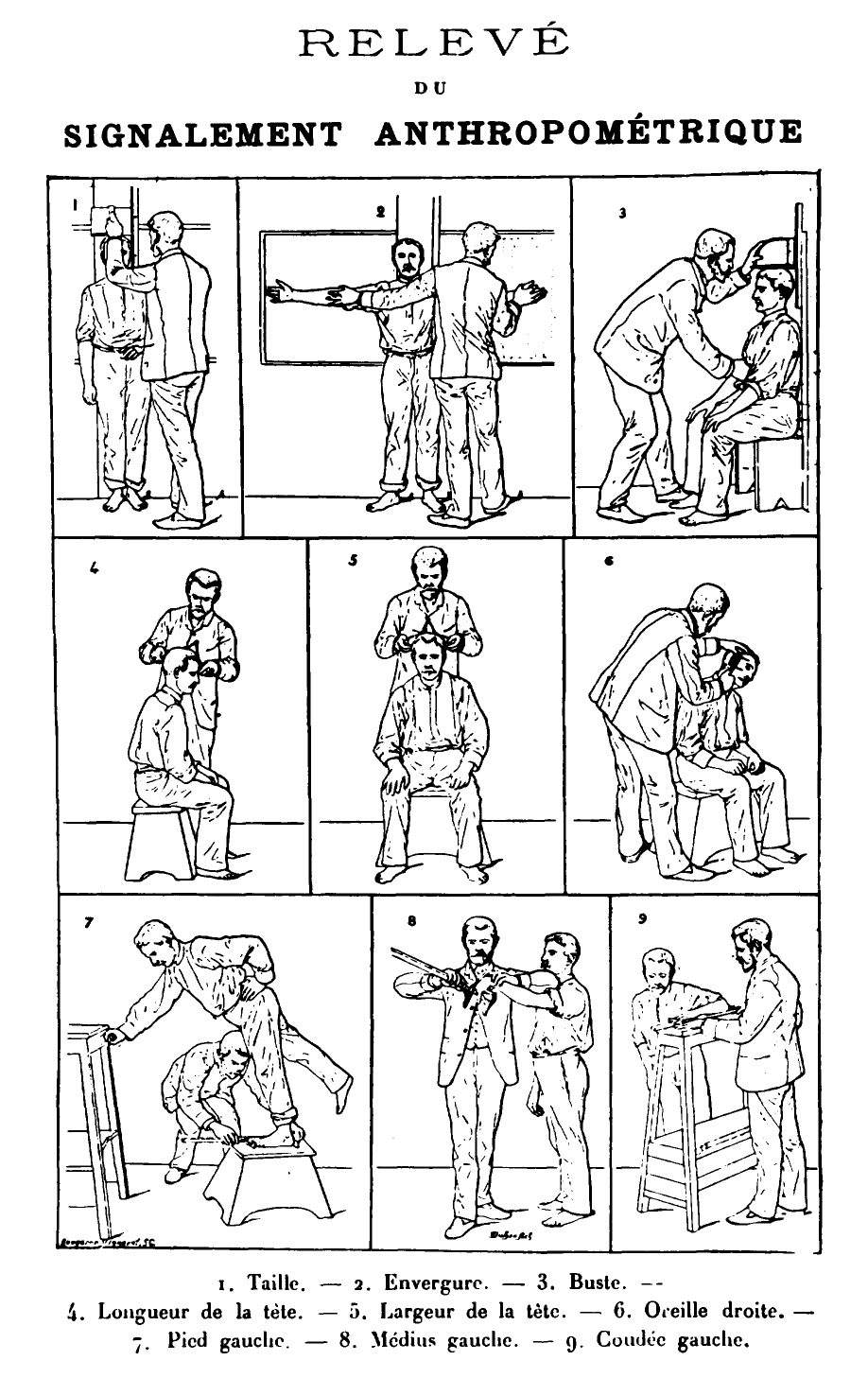
Auszug aus Bertillons Identification anthropométrique (1893), mit grafischen Darstellungen der Vermessungen

Obwohl das bertillonsche System daraufhin in vielen anderen Ländern eingesetzt wurde, blieb es doch stetiger Kritik von Seiten der Kriminalpolizei ausgesetzt. Den meisten Untersuchungsbeamten war es zu komplex und die Vielzahl der Daten konnte nur mit Hilfe der entsprechenden Karteikarten verwendet werden. Bertillon entwickelte daraufhin ein DKV genanntes Fahndungsbuch mit den Beschreibungen gesuchter oder des Landes verwiesener Personen.
1893 wurde Bertillon in Anerkennung seiner Dienste das rote Band der Ehrenlegion verliehen.
Später wurden die anthropometrischen Maße noch durch zweiteilige Täterphotographien und gegen Bertillons Widerstand schließlich auch durch Fingerabdrücke ergänzt. Bertillon war ein Gegner der Daktyloskopie, die er für ungenau hielt. Trotzdem gelang ihm selbst 1902 die erste Identifizierung eines Mörders in Europa anhand eines Fingerabdrucks. Der Erfolg konnte Bertillon jedoch nicht umstimmen, der die Daktyloskopie weiterhin ablehnte und in der Folgezeit nur ungern über diesen Fall sprach.
Anlässlich der Weltausstellung in Lüttich gab der Pariser Polizeipräfekt bekannt, dass in Paris bislang 12.614 rückfällige Straftäter durch das von Bertillon entwickelte System identifiziert wurden.
Der Diebstahl der Mona Lisa aus dem Louvre im Jahre 1911 offenbarte schließlich die Fehler der Bertillonage. Der erst 1913 verhaftete Dieb Vincenzo Peruggia hatte sowohl auf einer Glasscheibe als auch auf einer Türklinke seine Fingerabdrücke hinterlassen. Diese waren bereits seit 1909 registriert, konnten jedoch in den Tausenden nach Körpermaßen sortierten Karteikästen nicht gefunden werden. Mit Bekanntwerden dieses Schwachpunktes war das Ende von Bertillons System besiegelt.
Alphonse Bertillon erkrankte 1913 schwer und starb am 13. Februar 1914 in Paris. In seinen letzten Lebensmonaten war er fast völlig erblindet. Die Verleihung der Rosette zum Band der Ehrenlegion scheiterte an seiner starrköpfigen Haltung. Bertillon war nicht bereit, den eigenen Irrtum beim Schriftgutachten in der Dreyfus-Affäre zuzugeben.
Schon kurz nach seinem Tod löste die Daktyloskopie auch in Frankreich die Bertillonage ab, da deren Fehler wie die übermäßige Komplexität, die Möglichkeit von Verwechslungen und die Abhängigkeit von der Genauigkeit der Messungen immer offenkundiger wurden. Einige Elemente seines Systems sind jedoch bis heute im kriminalpolizeilichen Erkennungsdienst erhalten geblieben, etwa die Porträt- und Profilaufnahmen nach einer Verhaftung („mug shot“). Sowohl die Bertillonage als auch die Daktyloskopie sind jeweils ein biometrisches Erkennungsverfahren.

## Rolle in der Dreyfus-Affäre

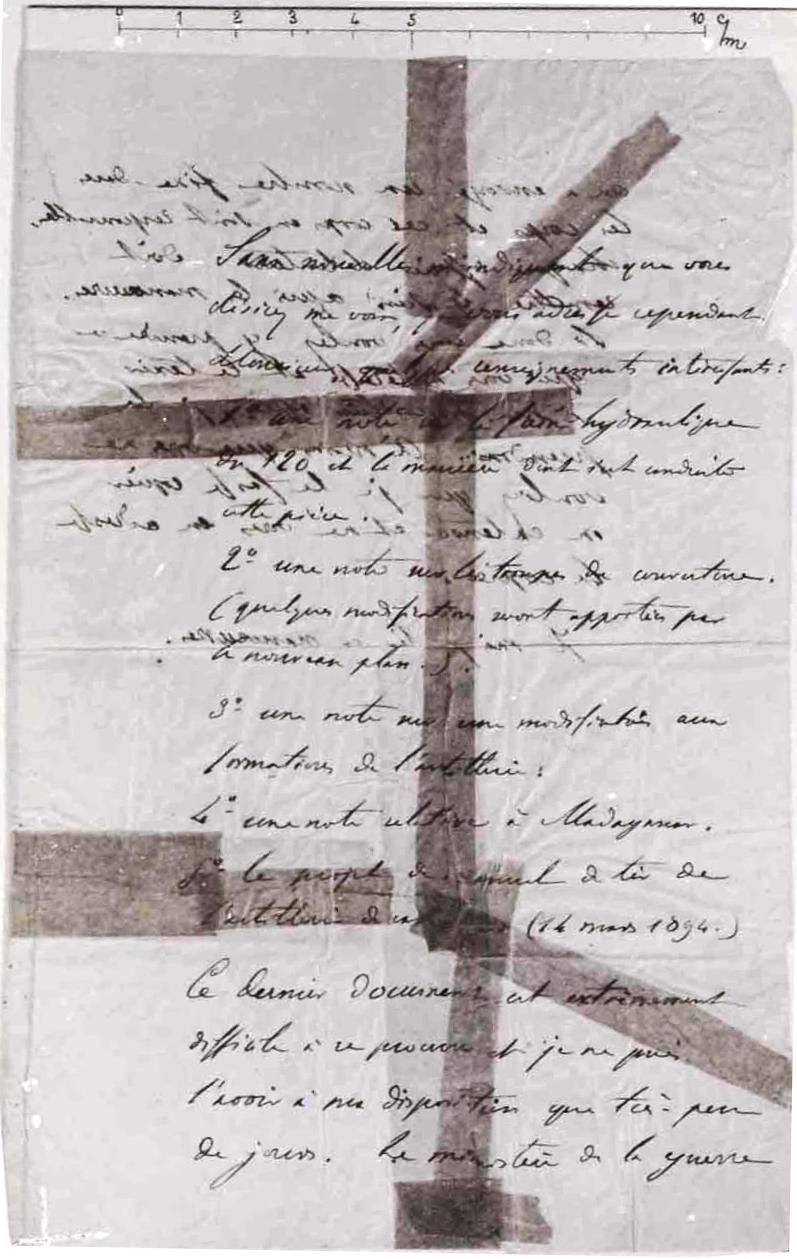
Das von Bertillon untersuchte Schriftstück

In dem Hochverratsprozess gegen den jüdischen Offizier Alfred Dreyfus vom November 1894 trat Bertillon – ohne entsprechende Erfahrung für kriminologische Schriftvergleiche – als graphologischer Gutachter auf. Mit seiner Begutachtung wollte das Militärgericht den Beweis erbringen, dass Dreyfus der Verfasser des Schriftstückes aus dem Papierkorb des Militärattachés Maximilian von Schwartzkoppen an der deutschen Botschaft in Paris gewesen sei. Auf diesem handschriftlichen Dokument war dem Militärattaché die Übergabe von geheimen Unterlagen über die Bewaffnung der französischen Armee angekündigt worden. Außer der von Dreyfus abgenommenen Schriftprobe war kein anderes Beweisstück für den Schuldnachweis, das er der Täter gewesen sein könnte, dem Gericht vorgelegt worden. Bezüglich der Unterschiede zwischen Dreyfus’ Handschrift und jener auf dem fraglichen Bordereau beharrte der Gutachter sowohl im ersten Prozess 1894 als auch in der Revisionsverhandlung 1899 darauf, dass Dreyfus seine eigene Handschrift gefälscht habe – indem er sie in einer Weise verstellte, wie es jemand tun würde, der seine (Dreyfus’) Handschrift nachahmt.
Als immer größere Zweifel an seiner Expertise und der Logik seiner Ausführungen laut wurden, versuchte er seine Position zu retten, indem er behauptete, das Dokument müsse von Dreyfus sein, gerade weil nicht zu beweisen sei, dass es von ihm ist. Die fehlende Nachweisbarkeit lasse auf ein perfekt ausgedachtes Verteidigungssystem schließen, das wiederum die perfekte Schuld beweise.
Einen Fehler wollte er auch nach Dreyfus’ vollständiger Rehabilitierung nicht eingestehen; selbst dann nicht, als der tatsächliche Verfasser, Ferdinand Walsin-Esterházy, seine Urheberschaft in Presseinterviews einräumte. Noch kurz vor seinem Tod verzichtete Bertillon auf einen Orden, weil dessen Verleihung an die Bedingung geknüpft war, dass er seinen Irrtum in der Dreyfus-Affäre einräume.
Obwohl Bertillons Ruf unter dieser Affäre beträchtlich litt, hatte sein schwerwiegender Irrtum kaum berufliche Konsequenzen. Er blieb weiterhin Direktor des Erkennungsdienstes. Lediglich die Kontrolle über die graphologische Abteilung wurde ihm entzogen, und er durfte seine Pläne eines kriminaltechnischen Labors nicht verwirklichen (das erste dieser Art wurde später von seinem Schüler Edmond Locard eingerichtet).